# Al Mahalla
Maillots
Actualités
Le Al Mahalah Sporting Club (en arabe : نادي المحلة الرياضي), plus couramment abrégé en Al Mahalah, est un club libyen de football fondé en 1977 et basé à Tripoli, la capitale du pays.

## Palmarès
| Compétitions nationales |
| --- |
| - Championnat de Libye (2) : - Champion : 1997-98 et 1998-99. - Vice-champion : 1996-97. - Supercoupe de Libye (1) : - Vainqueur : 1998. - Finaliste : 1999. |